# Joan Ridao
Joan Ridao Martín (Rubí, Barcelona, 27 de julio de 1967) es un jurista, académico y político español.  Como jurista ocupa diversos cargos de responsabilidad en la Generalidad de Cataluña. Es director en el Instituto de Estudios del Autogobierno de la Generalidad de Cataluña desde 2021,y miembro de la Comisión Jurídica Asesora del Gobierno de la Generalidad de Cataluña.  Es profesor agregado de Derecho Constitucional en la Universidad de Barcelona. Ha sido miembro del Consejo de Garantías Estatutarias de la Generalidad de Cataluña de 2013 a 2017 y Letrado Mayor del Parlament de Cataluña de 2018 a 2021.  A lo largo de su carrera política y jurídica ha recibido diversos premios y reconocimientos. Miembro de Esquerra Republicana de Catalunya (ERC), ha sido secretario general del partido (2008-2011), diputado del Congreso, y diputado del Parlament de Cataluña (1995-2008). 

## Biografía
Procedente de una familia de inmigrantes, su padre era de Mojácar (Almería) y su madre de Medina del Campo (Valladolid).Con inquietudes políticas y comunitarias, se afilió al partido ERC en 1987, de la mano de Joan Manuel Tresserras y Enric Marín y cuando solo contaba con 20 años. Tras licenciarse en Derecho, se convirtió en un profesional de la política e inició una sólida carrera académica y profesional en paralelo. Su primer cargo político, con 24 años, fue como concejal de Rubí. También trabajó en varios bufetes como abogado hasta que fundó el suyo propio.
Es considerado un orador brillante, trabajador incansable, con muy buena formación jurídica y de carácter templado y conciliador.  Tanto su doctorado como los diferentes postgrados, así como su labor profesional, le han mantenido en la primera fila de la política, y más adelante en la elaboración del Estatuto y en la dirección del Instituto de Estudios del Autogobierno.

## Trayectoria profesional
Joan Ridao es doctor en Ciencia Política y de la Administración por la Universidad de Barcelona,y diplomado en Justicia Constitucional y Tutela Jurisdiccional de Derechos Fundamentales por la Universidad de Pisa, Italia.
Como académico ha sido profesor asociado de Derecho Constitucional en la Universidad de Barcelona y profesor ad honorem de la Universidad Rovira i Virgili. 
Ha ocupado cargos relevantes en la vida política de Cataluña y España. Durante casi dos décadas formó parte del sistema parlamentario de España.  Fue diputado en el Congreso de los Diputados, ejerciendo el cargo de portavoz de ERC (2008-11), y en el Parlamento de Cataluña (1995-2008), participando en la elaboración de legislación y políticas que han tenido un impacto significativo en la región. Además, desempeñó funciones como Letrado Mayor del Parlamento de Cataluña (2016-21) y miembro del Consejo de Garantías Estatutarias (2013-16), el principal órgano jurídico consultivo de Cataluña. 
Como investigador y académico, sus áreas de estudio se centran en los campos del derecho constitucional y la administración pública, y abarcan la organización territorial del Estado y el derecho público catalán, el derecho parlamentario, la participación política, la transparencia y la corrupción pública, así como las coaliciones políticas y la gobernabilidad. Ridao es autor de una extensa producción académica, que incluye más de cien publicaciones científicas y de divulgación: 70 artículos en revistas científicas, 25 libros y 30 colaboraciones en obras colectivas. Es abogado no ejercente del Colegio de Abogados de Barcelona.

### Instituto de Estudios del Autogobierno
Como jurista y experto en la Constitución dirige el Instituto de Estudios de Autogobierno, que analiza, asesora y provee de las bases jurídicas a muchas cuestiones del autogobierno catalán, y en algunos casos de la aspiración a la independencia.
Entre otros estudios, fue el autor del informe que avala la enseñanza del castellano en las aulas, siguiendo la sentencia del Tribunal Superior de Justicia de Cataluña. También planteó las líneas maestras del Instituto ante el artículo 155 para la intervención de la autonomía, que ha significado la censura y el impedimento para la realización de determinados estudios por parte del Instituto. En cuanto a la gestión de la pandemia Covid-19 y la articulación entre el gobierno central y el autonómico, también se elaboró un estudio; y sobre acción exterior y autogobierno, denominado “Presente y futuro de la acción exterior subestatal”.
Ridao es uno de los autores, junto con otros juristas, como Joan J. Queralt, de redactar la única propuesta articulada sobre una ley de amnistía para el procés, que fue presentada por ERC en el Congreso y rechazada. Poco después, la propuesta fue retomada por Sumar, que se inspiró en ella.

## Publicaciones más destacadas
- Dret Parlamentari de Catalunya, Atelier, 2025.
- Curs de Dret públic de Catalunya, Cuarta edición totalmente revisada y ampliada, Marcial  Pons, 2024.
- Los lobbies. Presente y futuro de la regulación de  los grupos de interés en España y Europa, Marcial Pons 2024.
- Una història del català a l'escola. Del Decret de  Nova Planta al 25% de castellà, Proa -  Grup 62 , 2023.
- Constitucionalismos. Una inmersión  rápida. Tibidabo Ediciones, 2022.
- Derecho de crisis y estado autonómico. Del estado de  alarma a la cogobernanza en la gestión de la COVID-19, Marcial Pons, 2021.
- Lleis Polítiques de Catalunya,  Marcial Pons, 2020.
- La libertad de expresión y sus conflictos en el  espacio público: manifestaciones, escraches y símbolos políticos, Thomson  Reuters-Aranzadi, 2019.
- Los grupos  de presión. Análisis de la regulación del lobby en la UE y en España, Tirant lo Blanch, 2017.
- Comunicación política y gobierno de coalición. Editorial UOC, 2016.
- El derecho a decidir: Una salida para Cataluña y  España, RBA libros, 2014.
- El dret a decidir: la consulta sobre el futur polític de Catalunya, Institut Estudis Autogovern, 2014.
- Contra la corrupció: una reflexió sobre el conflicte entre l'ètica i el poder, Angle editorial, 2013.
- COLABORACION PUBLICO-PRIVADA EN LA PROVISION DE  INFRAESTRUCTURAS, LA. Revisión crítica y recomendaciones de mejora del marco  regulador. (Contratación, fiscalidad, contabilidad pública) Atelier, 2012.
- Podem ser independents? els nous estats del segle XXI, RBA libros, 2012.
- Catalunya i Espanya, l'encaix impossible, Proa -  Grup 62, 2011.
- Baixant la persiana: crònica d'un final de règim,  Tres Tigres, 2010.
- El pla B, Proa - Grup 62, 2007.
- Així es va fer l'estatut: de l'Estatut del Parlament  a l'Estatut de la Moncloa, Mediterrània, 2006.
- Les coalicions polítiques a Catalunya 1980-2006: el cas del govern catalanista i d'esquerres, Atelier, 2006.
- Les contradiccions del catalanisme, Esfera dels llibres, 2005.
- De l'autonomia a la sobirania: Estratègies d'impuls de l'autogovern, Mediterrània, 2003.

## Premios y reconocimientos
- Gran Cruz de San Raimundo de Peñafort.
- Medalla de oro del Col.legi d'Advocats de Barcelona.
- Premio Ferrer Eguizábal, a la mejor monografía de Derecho Administrativo.
- Medalla de Plata de Protección Civil de la Generalidad de Cataluña.[16]
- Premio al diputado revelación (2008), Asociación de Periodistas Parlamentarios.[17][18][3]
- Finalista en dos ocasiones del premio al Diputado mejor orador del Congreso de los Diputados (2009 y 2010), Asociación de Periodistas Parlamentarios.[19][20]

- Finalista del Premio de Ensayo Joan Fuster 2004, con la obra Les contradiccions del catalanisme.

| Predecesor: Joan Tardà      | Portavoz del Grupo de ERC en el Congreso de los Diputados 2008-2011 | Sucesor: Alfred Bosch |
| Predecesor: Joan Puigcercós | Secretario general de ERC 2008-2011                                 | Sucesor: Marta Rovira |